# Husova čp. 109 (Prachatice)
Husova č. p. 109 je původně gotický, následně v 16. století renesančně přestavěný, měšťanský dům v Husově ulici v Prachaticích. Též někdy zvaný Lindnerův, podle významného českého pedagoga Gustava Adolfa Lindnera, který byl ředitelem na zdejším německém gymnáziu, které v tomto domě sídlilo mezi lety 1865 až 1897. Fasádu domu pokrývá hrubá, pouze zednickou lžící strhávaná omítka pískové barvy s bílošedým nárožním kvádrováním a orámování okenních otvorů. Fasáda vrcholí mohutnou renesanční obloučkovou atikou s nárožními věžičkami. Dům je součástí městské památkové rezervace Prachatice. Od 3. května 1958 chráněná kulturní památka. 

## Popis domu

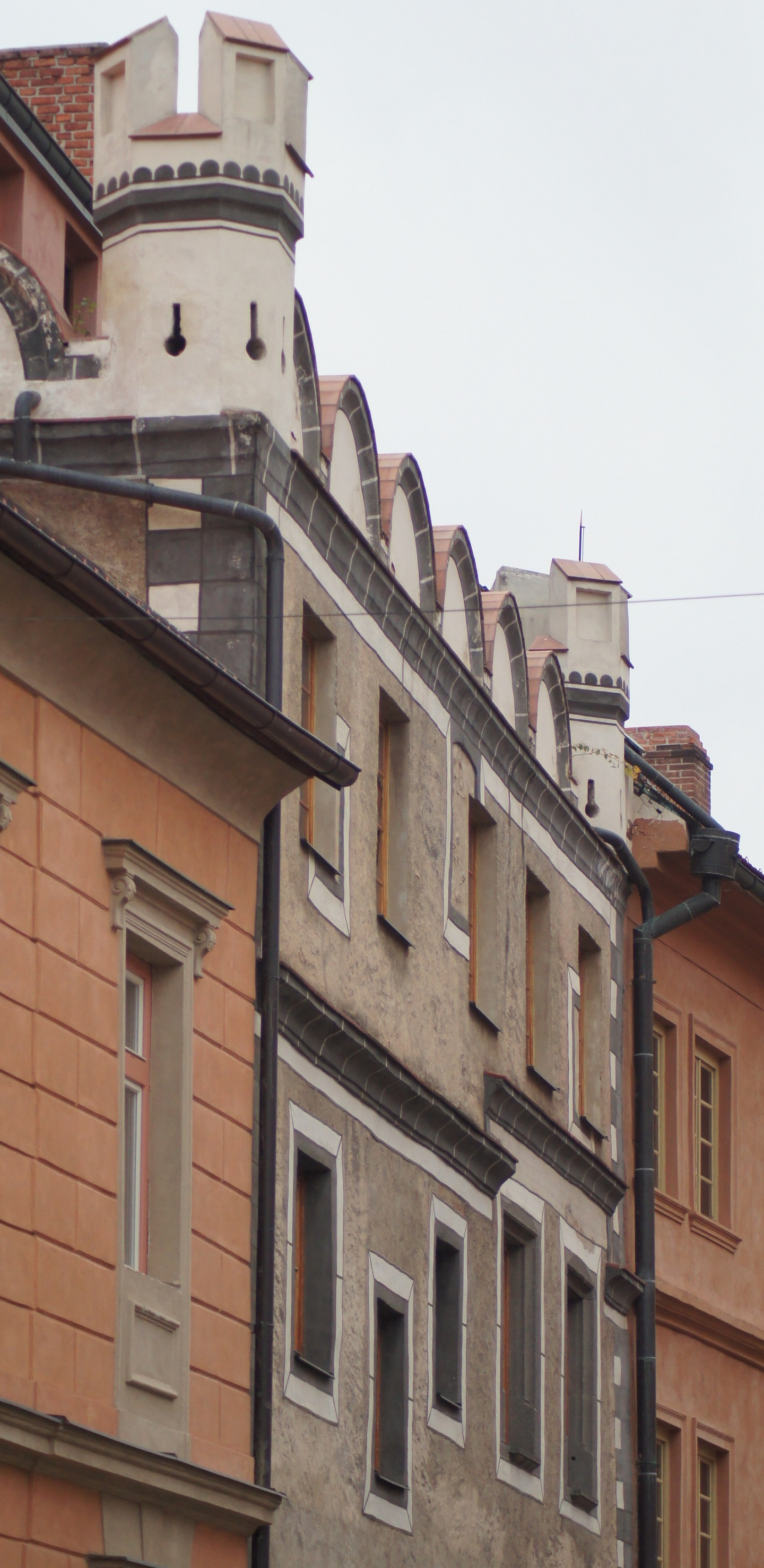
Husova č.p. 109, obloučková atika domu s nárožními věžičkami

Dvoupatrový historický dům s monumentálním uličním průčelím a obloučkovou atikou je zakomponován do uliční zástavby na jižní straně Husovy ulice. Na dům navazuje v šířce domu dvorek, částečně zastavěný dvorním patrovým křídlem. Fasáda domu do ulice je pětiosá, levá a pravá část domu má asymetricky umístěné okenní otvory nestejné velikosti, v pravé části s dochovaným pozdně gotickým kamenným ostěními. Asymetricky umístěný vstup do domu je tvořen půlkruhovým dioritovým portálem s iluzivním lemováním z přelomu gotiky a renesance. Okna jsou jednoduchá, dřevěná, v přízemí šestitabulková, v prvním patře čtyřtabulková, ve druhém patře osmitabulková. Vstupní vrata do domu jsou empírová. První a druhé patro odděluje raně renesanční kordonová římsa. Střecha za atikou je sedlová, podélně orientovaná, přímo za atikou je umístěna střešní terasa půdní vestavby (původní renesanční střecha byla dvoupultová se středovým žlabem). Fasáda domu je pokryta hrubou, pouze zednickou lžící strhávanou omítkou přirozeně pískové barvy s bílošedým nárožním kvádrováním a orámování okenních a dveřních otvorů. Původní raně renesanční omítka je na fasádě dochována v poměrně velké ploše a vychází ještě ze středověkého typu hrubých utahovaných omítek. Nárožní iluzivní bosáž, plocha obloučků, říms a orámování otvorů je pak provedeno hlazenou omítkou s malířsky provedeným iluzivním pojetím typickým pro ranou renesanci. Pod kordonovou římsou, nad okenními otvory vpravo, je umístěn fragment původně asi rozsáhlejšího majuskulního latinského nápisu NISI DOMIN (…) – tj. Není-li Pán (…). Obloučková atika domu s nárožními oktogonálními věžičkami je stejného typu jako na domě čp. 137 v Horní ulici. Atika je součástí uličního i dvorního průčelí domu a je částečnou rekonstrukcí, provedenou na základě nálezů částí zazděné původní atiky v nadezdívce stěn pozdější půdní nástavby. Dům tvoří významný architektonický a urbanistický prvek v historické zástavbě města. Z památkového hlediska je objekt hodnotný zejména svou dochovanou poměrně složitou dispozicí (hloubkový dvoutrakt), historickými konstrukcemi, plackovými a valenými klenbami s lunetami v přízemí a valeně klenutými gotickými klenbami ve sklepení i zachovalými fragmenty nástropních a nástěnných maleb. Památkově cenné je i zrekonstruované uliční průčelí s iluzorním orámováním původních kamenných ostění oken v šambráně a s obloučkovou atikou a věžičkami v nárožích.

## Historie domu
Existenci domu lze předpokládat již ve 14. století, kdy ulice ústila přímo do náměstí. Z nejstarších fází domu, z doby před požárem v roce 1501, pochází dochované sklepy s valenou kamennou klenbou. Současná podoba domu je pozdně gotického původu. Zásadní přestavba domu i zadního křídla proběhla v renesanci, podle typologie atiky a dochovaného řešení fasády lze renesanční přestavbu domu datovat přibližně mezi roky 1540-1560. Po požáru města, v roce 1832 proběhla radikální klasicistní přestavba domu, průčelí domu překryla  ve 40. letech 19. století klasicistní fasáda, dům dostal střešní nástavbu s podélně orientovanou sedlovou střechou, do nadezdívky nástavby byla zazděna a částečně rovněž odstraněna renesanční atika domu (z boční štítové strany ale zůstala i nadále viditelná část atiky s jedním celým obloučkem a levou nárožní věžičkou). Půdní vestavba je z 2. poloviny 20. století. V 90. letech 20. století došlo, na základě předchozího restaurátorského průzkumu fasády, k odhalení, restaurování a následné rekonstrukci původní renesanční fasády domu (uliční i dvorní).

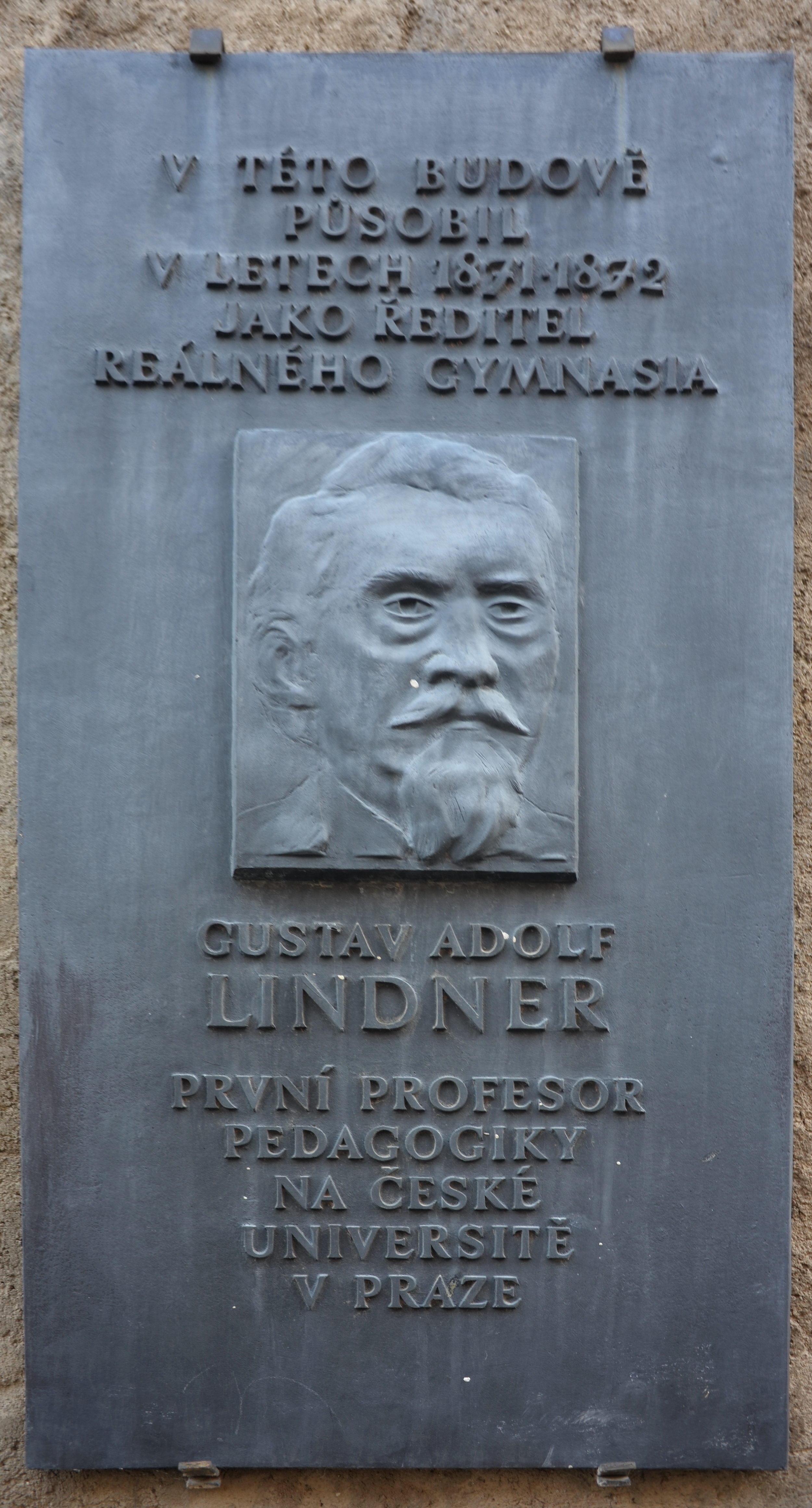
Pamětní deska Gustava Adolfa Lindnera na fasádě domu č.p. 109

Kolem roku 1864 darovala vdova Barbara Wimbersky dům č.p. 109 pro školní účely a následně 5. října roku 1865 bylo v domě otevřeno Německé komunální reálné gymnázium. Budova byla při otevření vysvěcena českobudějovickým biskupem Janem Valeriánem Jirsíkem. Gymnázium zde sídlilo až do 27. září 1897, kdy biskup Martin Říha vysvětil novou gymnaziální budovu v dnešní ulici Zlatá stezka. V letech 1871 a 1872 zde působil jako gymnazijní ředitel významný český pedagog Gustav Adolf Lindner. Osobnost Gustava Adolfa Lindnera připomíná i na domě osazená pamětní deska. V letech 1865 až 1870  na škole vyučoval Prof. dr. Jaroslav Zdeněk, který v Prachaticích vykonával i funkci okresního školního inspektora. Od roku 1897 v domě sídlila Německá dívčí obecná škola. Mezi lety 1950 až 1996 byla v budově umístěna Lidová škola umění, v roce 1991 přejmenovaná na Základní uměleckou školu. V současné době objekt patří soukromé osobě.

## Renesanční atika domu a její souvislost s vývojem renesančních atik v Prachaticích, Čechách a širší oblasti Podunají

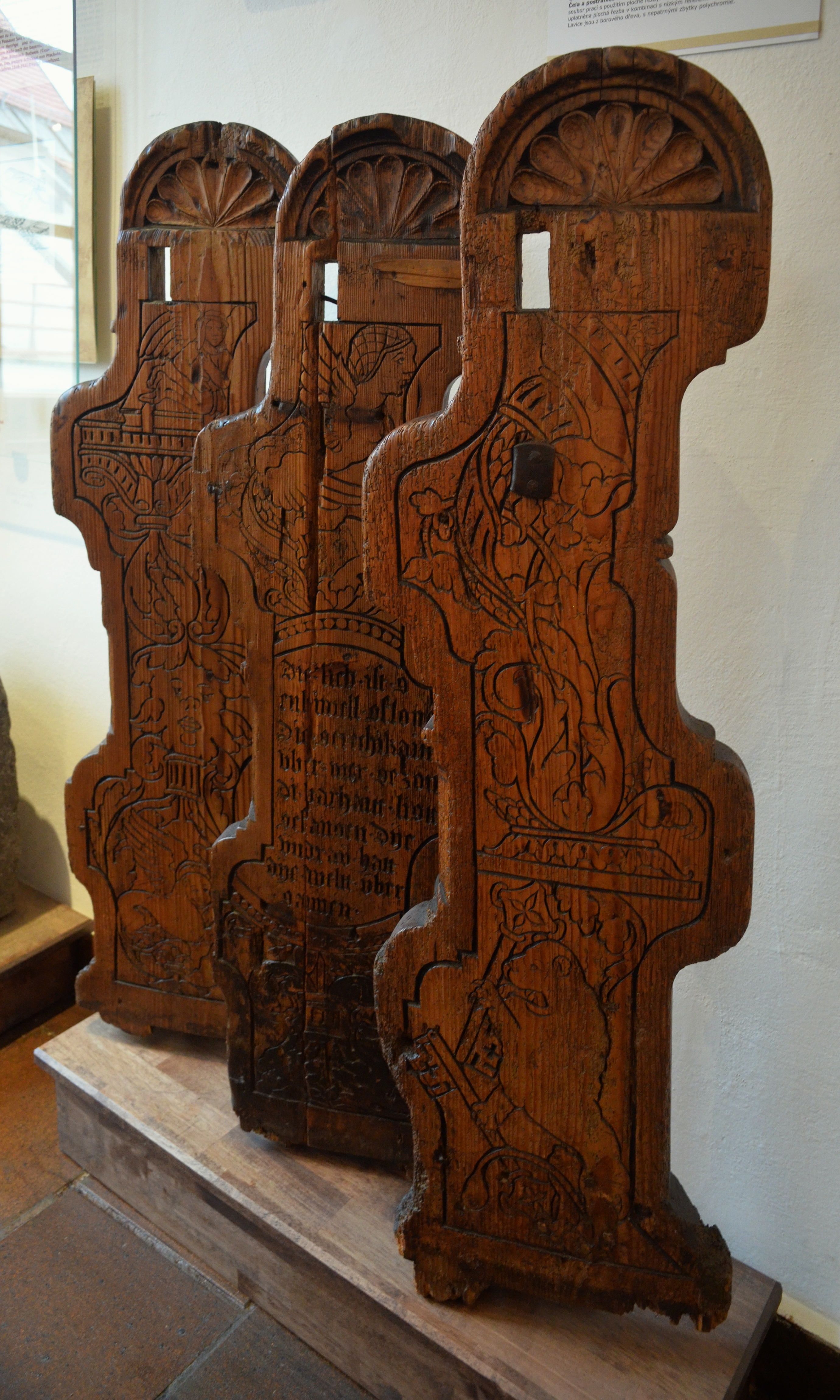
Postranice chrámových lavic z kostela sv. Jakuba Většího, rok 1546

Pro rozšíření renesančních atik a nízkých atikových střech v českých zemích měla zásadní význam protipožární stavební opatření vydávaná od počátku 16. století v sousedním Rakousku králem Maxmiliánem I., po katastrofálních požárech tehdejších měst. První královské nařízení pochází z roku 1500 pro město Innsbruck, kdy mají být stavěny domy s dovnitř vpadlou (dvoupultovou) střechou, obehnané po obvodu dostatečně převýšenou zdí, atikou, na uliční straně s cimbuřím. Toto protipožární opatření mělo zabránit šíření ohně na sousední domy v řadové městské zástavbě. Pro tento typ střech se vžilo označení "po innsbruckém způsobu", v Rakousku je znám také termín "Innsbrucké střechy". Postupně byla vydávána tato protipožární opatření i pro další města jako Klagenfurt, Freistadt, Linec atd.. Pro jižní Čechy bylo pravděpodobně nejdůležitější nařízení z roku 1514 a 1520 pro město Freistadt (česky Cáhlov), nedaleko českých hranic, ležícího na obchodní stezce z Lince do Českých Budějovic. Odtud se pravděpodobně začal šířit tento typ střech nejen jako módní výstřelek, ale především jako protipožární stavební opatření do jižních Čech (zajímavou poznámkou v archivech je pozdější zpráva prachatické městské rady z roku 1579 adresovaná panu Vilémovi z Rožmberka, týkající se výstavby města ve 40. a 50. letech 16. století, kdy "kštíty pro bezpečnost i také ozdobu města vzdělávali". Kštít původem pravděpodobně z německého schild, zde ve funkci ochranné zdi, atiky, které již v této době ve městě na střechách dominovaly). Oblíbeným se tyto střechy zřejmě staly rovněž z důvodu značného zjednodušení konstrukce střešních krovů (jako stojaté stolice posloužily boční stěny atiky) a tedy i úspory dřeva a celkových nákladů na stavbu domu, podstatnou výhodou byla rovněž možnost lepšího praktického využití podkrovních prostor. Po dostatečném rozšíření tohoto typu střech a jejich zdomácnění, začaly být střešní atiky lokálně modifikovány a variovány a vznikly postupně tři hlavní raně renesanční typy atik: atika s cimbuřím (nejstarší "rakouský" typ, mající původ ještě v italských gotických městských palácích), dále obloučkový typ atiky (benátského typu, podle Scuoly Grande di San Marco v Benátkách) a atika se stáčenými volutami a čučky (lombardského typu, šířící se zejména s příchodem vlašských stavitelů z oblasti mezi jezery Como a Lugano, tedy oblastí sousedící s Lombradií). Později, od 60. letech 16. století, se pak objevují další různé složitější, spíše již manýristické, variace atikových zakončení. Obloučkový typ atiky se ve středoevropského prostoru rozšířil zřejmě z tehdejšího Slezska, kde je zaznamenán již ve 20. letech 16. století (např. atika domu ve Vratislavi, Rynek č.p. 29 z let 1521-1528; Paczków, farní kostel, atika z roku 1529 nebo atika zámku Frankenštejn-Ząbkowice z let 1527-1532, jehož stavitelem byl Benedikt Rejt). Na přelomu 30. a 40. let již byly atiky s obloučkovým zakončením pravděpodobně běžnou záležitostí i na našem území (přestavba domů v Pardubicích po roce 1538, předsíň farního kostela ve Veselí n. Lužnicí z roku 1542, vyskytovaly se rovněž v Praze), kdy velmi rychlém rozšíření atikových střech opět pomohly, stejně jako předtím v Rakousku, časté požáry. Motiv benátských obloučků se ale neobjevuje jen na stavbách, z roku 1546 pochází v Prachaticích i obloučkové zakončení postranic chrámových lavic z kostela sv. Jakuba, dnes umístěných v městském muzeu (stejný motiv, včetně vyplňujícího palmetového motivu, je pak vidět i na rekonstruované atice domu č.p. 156 v Neumannově ulici).
Pro vývoj renesanční atiky v Prachaticích, zejména pro typ, který je užitý na domě č.p. 109,  byla pravděpodobně nejdůležitější přestavba věžovité vnější části Dolní brány v roce 1527 (datace na svorníku ze zbořeného barbakánu, ukončeného rovněž cimbuřím a věžičkou), ukončené atikou ve formě cimbuří a s nárožními věžičkami. Šlo o atiku, vyskytující se v německých zemích již od doby pozdní gotiky, typologicky podobné např. Kamennému domu (Steinernes Haus) ve Frankfurtu nad Mohanem z roku 1464, nově však modifikovanou o zaatikovu střechou Innsbruckého typu. Do této doby se v Prachaticích zřejmě vyskytovaly převážně horizontálně členěné pozdně gotické štíty, případně štíty s polovalbou. Atika s cimbuřím a nárožními věžičkami (s tzv. krenelováním) na veřejné stavbě se tak zřejmě stala motivem, který byl následně využit i při dalších přestavbách měšťanských domů. Zároveň se později ze severu, ze Slezska, šířil obloučkový typ atiky (byť často v kombinaci s ještě gotickým typem střechy, který způsoboval její nezvyklou protáhlost). Nahrazením cimbuří obloučky došlo k modifikaci původního typu atiky z Dolní brány na typ, který si následně získal v Prachaticích velkou oblibu (viz obraz Jindřicha de Verle z roku 1670) a dodnes je dochován na několika domech (č.p. 109, č.p. 137 a č.p. 156). Tento typ se následně rozšířil i do Podunají. Atika původního typu je pak kromě Dolní brány dochována též na č.p. 30. Největšího rozšíření základní typy atik, včetně variant s nárožními věžičkami, dosáhly pravděpodobně někdy v rozmezí let 1540 až 1570, po tomto datu byly, zejména pak v prostoru Náměstí, postupně nahrazovány pokročilejšími a složitějšími typy manýristických forem (z dochovaných např. atika Sitrova domu). V bočních ulicích a na hospodářských a skladovacích traktech domů však zůstávaly tyto atiky oblíbené i mnohem později.

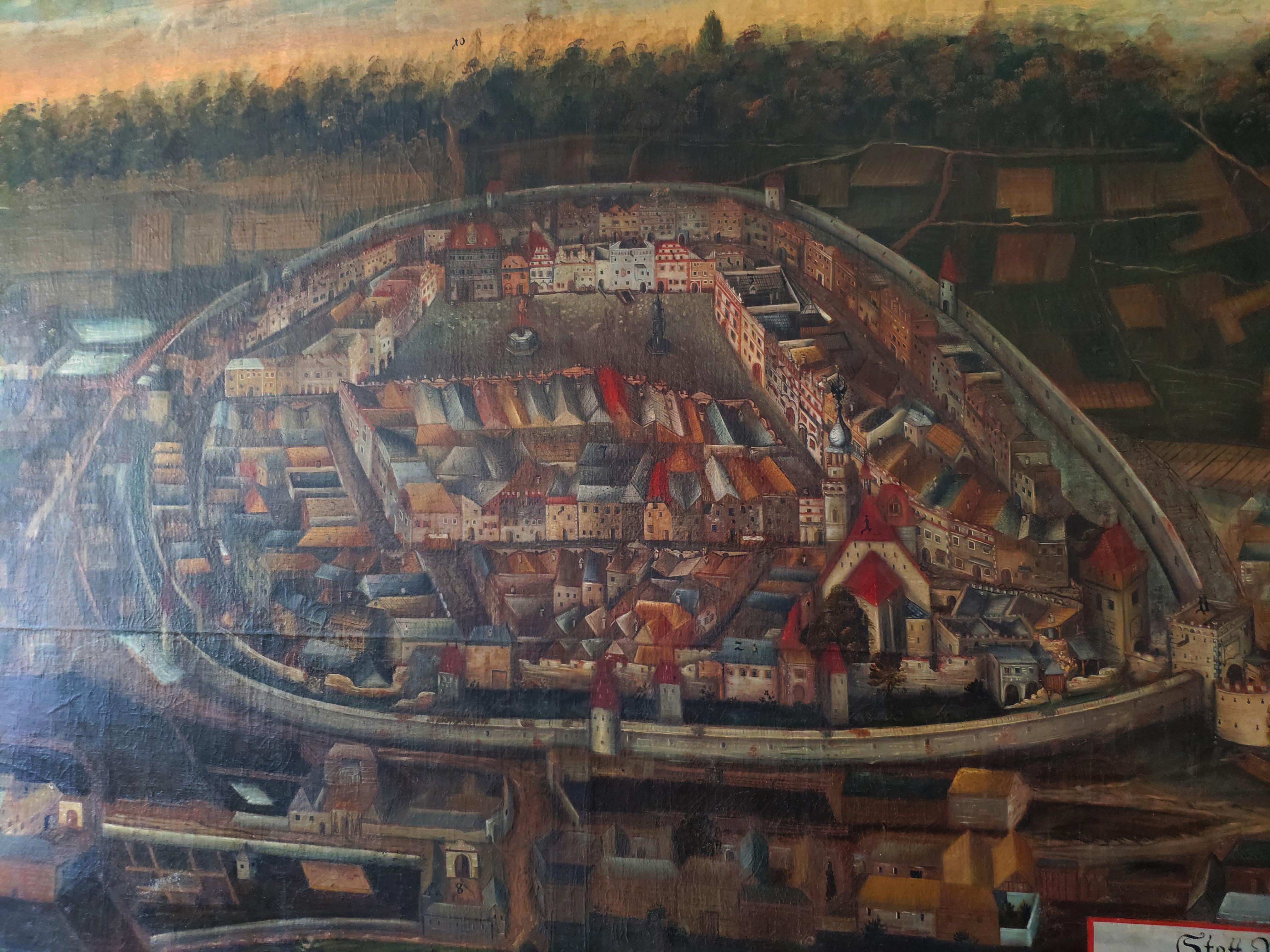
Prachatice v roce 1670 na obraze Jindřicha de Verle, Dobře je zde viditelná převaha nízkých atikových střech a různé varianty atikového zakončení.

Výška zdiva atiky i celého atikového patra, byla zpravidla dána výškou umístění středové vaznice (šlo zároveň de facto i o pozednici), ta určovala podchodnou výšku a tím i využitelnost prostoru v atikovém patře. Použití nárožních věžiček, kromě estetické a symetrizační funkce pro fasádu, umožnilo rovněž navýšení krajních hřebenů atikových pultových střech. Atikové patro bylo využíváno zpravidla pro skladovací účely, popř. pro ubytování služebnictva. Boční, okenní, otvory v atice na průčelí pak sloužily jako okna, osvětlující prostor půdního patra. Středový vyšší otvor sloužil jednak k protažení dřevěného středového žlabu směrem do ulice a k odvodu dešťové vody z úžlabí, v zimě rovněž pro snadnější odhazování sněhu ze středového úžlabí střechy směrem od ulice.
Z dochovaných typů atik je v Prachaticích dochováno nejvíce atik s cimbuřím (č.p. 28, č.p. 29, č.p. 30, č.p. 134, č.p. 135, č.p. 136 a Dolní brána), následuje obloučkový typ (č.p. 109, č.p. 137, č.p. 156, č.p. 161 a č.p. 181), po jednom jsou pak zastoupeni lombardský typ (č.p. 61) a  manýristický typ (č.p. 13) atiky. Atikové střechy až do 19. století ve městě naprosto převládaly. Zakonzervování renesanční podoby města způsobil zejména výrazný hospodářský úpadek po Třicetileté válce, jak ukazuje vyobrazení Prachatic z roku 1670 i pozdější malované střelecké terče z počátku 19. století. Většina atik ve městě byla odstraněna po požáru města v roce 1832 po necitlivém nařízení stavebního úřadu v Písku. Zbytky těchto atik jsou ale často dochovány v půdních nadezdívkách měšťanských domů v centru města (někdy viditelné i z půd sousedních domů). 

## Galerie

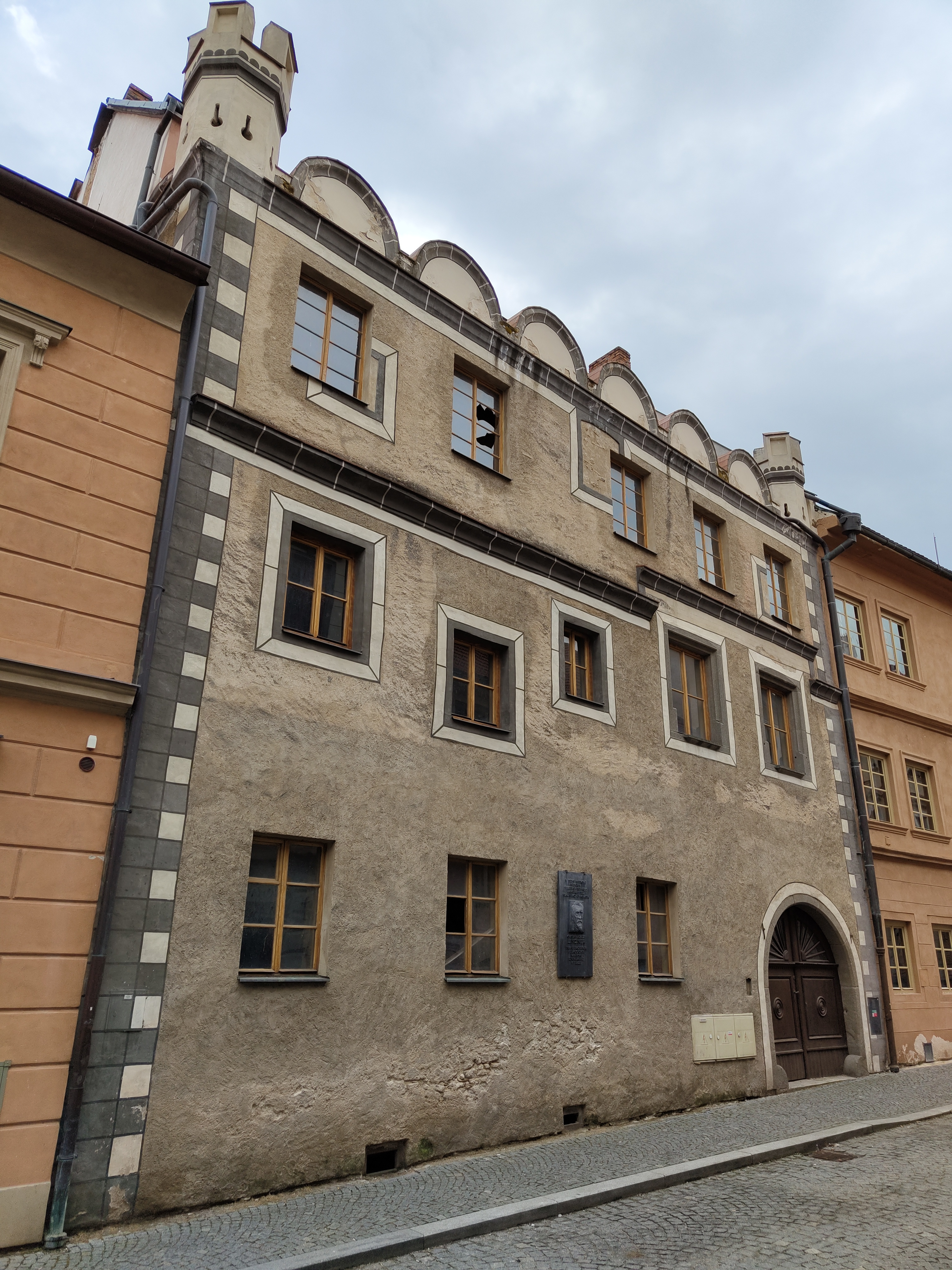
Husova 109, uliční průčelí, celkový pohled zleva
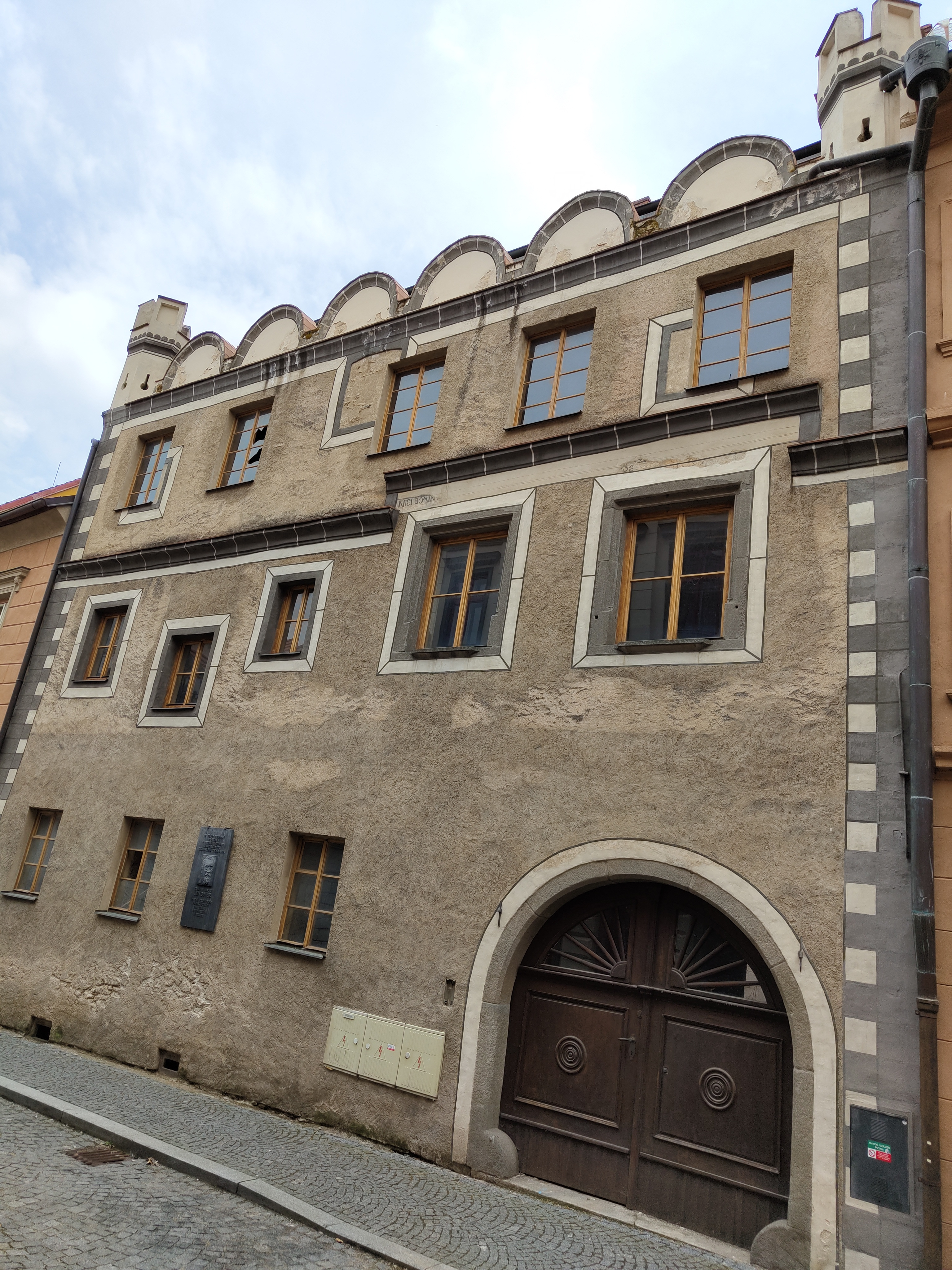
Husova 109, uliční průčelí, celkový pohled zprava
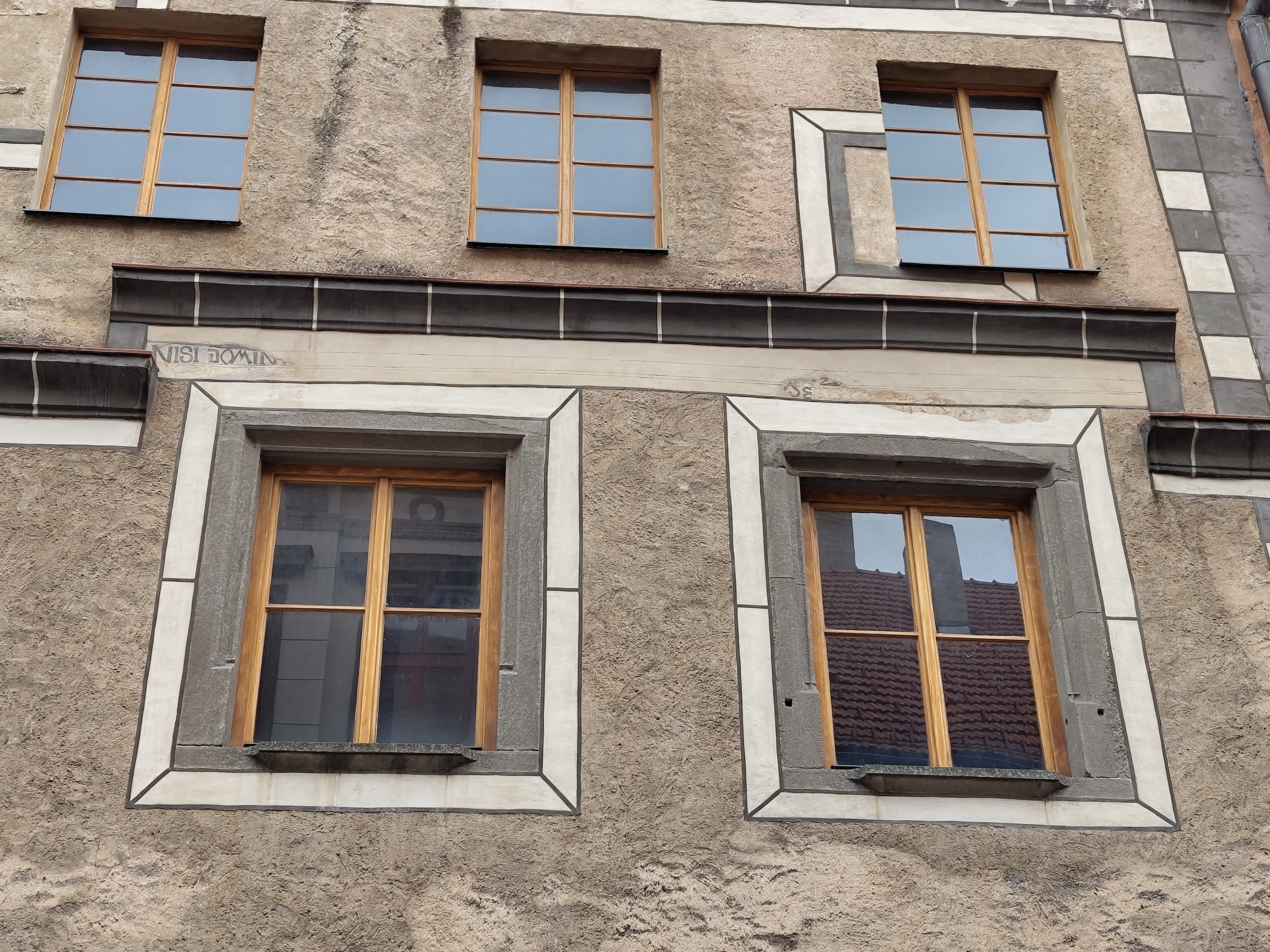
Husova 109, detail ostění oken a zbytek latinského nápisu pod kordonovou římsou
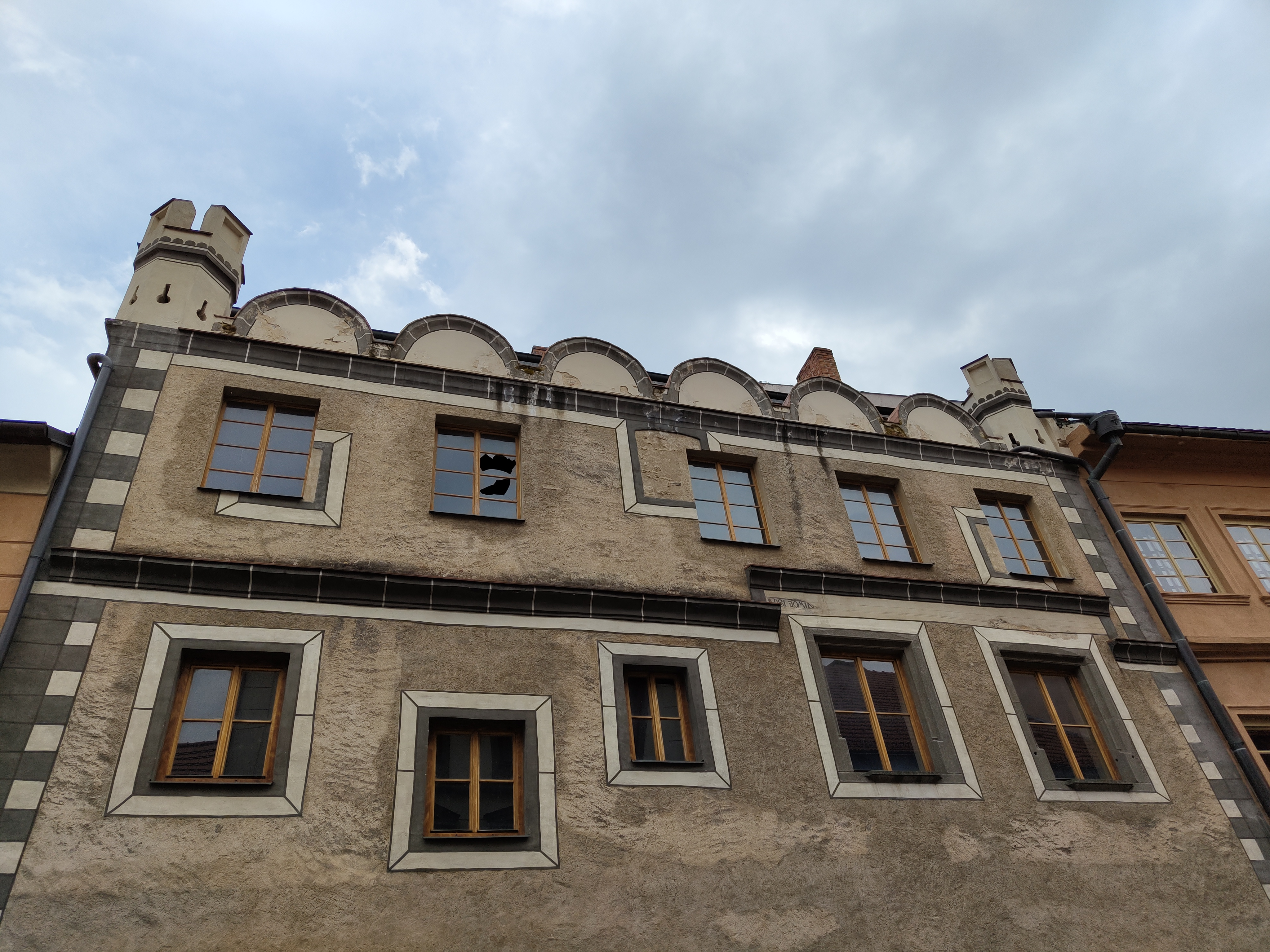
Husova 109, obloučková atika s nárožními věžičkami
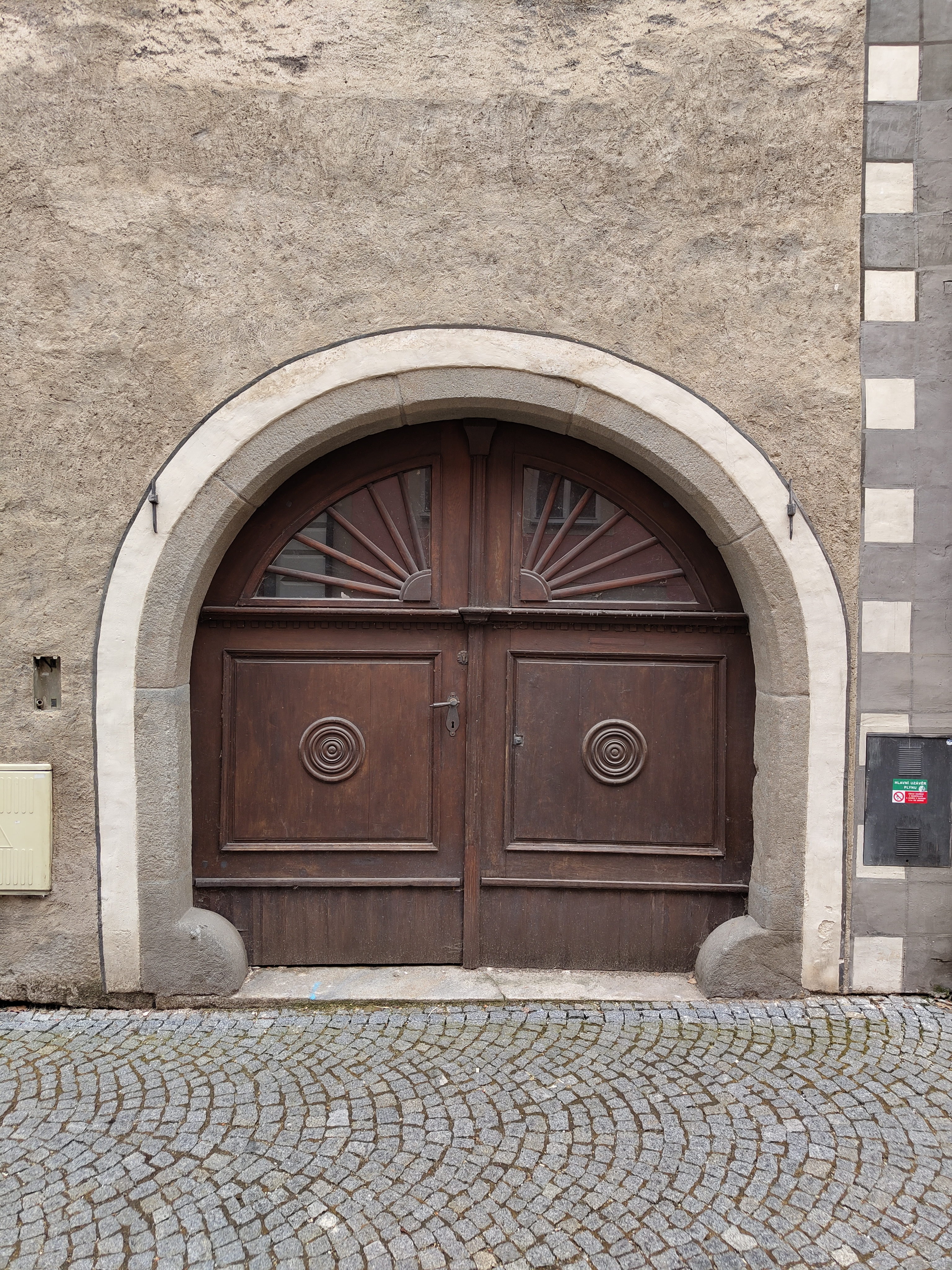
Husova 109, vstupní vrata z ulice, pozdně gotické kamenné ostění s iluzivním orámováním